# DM i landevejscykling 1999
Danmarksmesterskaberne i landevejscykling 1999 blev afholdt 25. og 27. juni 1999 i Ringsted på Sjælland (eliteherrer).
| Event           | Guld              | Sølv                     | Bronze                |
| --------------- | ----------------- | ------------------------ | --------------------- |
| Herrer - Elite  |                   |                          |                       |
| Enkeltstart     | Michael Sandstød  | Jesper Skibby            | Michael Steen Nielsen |
| Linjeløb        | Nicolai Bo Larsen | Mikael Kyneb Holst       | Jacob Moe Rasmussen   |
| Herrer - U23    |                   |                          |                       |
| Linjeløb        | Max Nielsen       | Morten Voss Christiansen | Jan Jespersen         |
| Herrer - Junior |                   |                          |                       |
| Enkeltstart     | Jacob Filipowicz  | Jacob Kollerup           | Kennan Bülic          |
| Linjeløb        | Jens-Erik Madsen  | Morten Knudsen           | Tonni Johannsen       |
| Damer - Elite   |                   |                          |                       |
| Enkeltstart     | Lisbeth Simper    | Helle Sørensen           | Ann S. Mathiesen      |
| Linjeløb        | Ann S. Mathiesen  | Rikke Sandhøj            | Lisbeth Simper        |